# Bartosz Kwiecień
Bartosz Kwiecień (Starachowice, 7 maggio 1994) è un calciatore polacco, difensore o centrocampista del Miedź Legnica.